# Leuciscus
A Leuciscus a sugarasúszójú halak (Actinopterygii) osztályának pontyalakúak (Cypriniformes) rendjébe, ezen belül a pontyfélék (Cyprinidae) családjába tartozó nem.
Alcsaládjának a típusneme.

## Rendszerezés
A nembe az alábbi 19 faj tartozik:
- balin (Leuciscus aspius) (Linnaeus, 1758) - korábban az Aspius nembe tartozott Aspius aspius néven
- Leuciscus baicalensis (Dybowski, 1874)
- Leuciscus bearnensis (Blanchard, 1866)
- Leuciscus bergi Kashkarov, 1925
- Leuciscus burdigalensis Valenciennes, 1844
- Leuciscus chuanchicus (Kessler, 1876)
- doni domolykó (Leuciscus danilewskii) (Kessler, 1877)
- Leuciscus dzungaricus Koch & Paepke, 1998
- Leuciscus gaderanus Günther, 1899
- jászkeszeg (Leuciscus idus) (Linnaeus, 1758)
- Leuciscus latus (Keyserling, 1861)
- Leuciscus lehmanni Brandt, 1852
- nyúldomolykó (Leuciscus leuciscus) (Linnaeus, 1758) - típusfaj
- Leuciscus lindbergi Zanin & Eremejev, 1934
- Leuciscus merzbacheri (Zugmayer, 1912)
- Leuciscus oxyrrhis (La Blanchère, 1873)
- Leuciscus schmidti (Herzenstein, 1896)
- Leuciscus vorax (Heckel, 1843) - korábban az Aspius nembe tartozott Aspius vorax néven
- Leuciscus waleckii (Dybowski, 1869)